# Russisch realisme

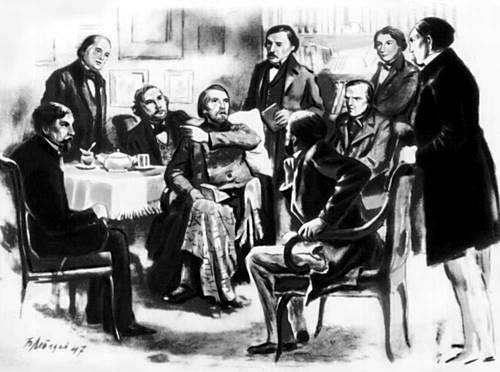
Kring rondom Belinski, 1847, v.l.n.r.: ?, Gontsjarov, Toergenjev, Belinski, Nekrasov, Pisarev?, Dostojevski, Grigorovitsj, ?

Russisch realisme (Russisch: Русский реализм, Roesski realism) was een literaire stroming in het Rusland van na 1840 tot ongeveer 1890, als een variant van het realisme zoals dat in dezelfde periode ook in Frankrijk en andere westerse landen opkwam, als tegenhanger van de romantiek. De belangrijkste schrijvers uit de ‘Russische Gouden Eeuw van de literatuur’ kunnen onder haar noemer worden verzameld, met als belangrijkste exponenten Michail Lermontov, Nikolaj Gogol, Fjodor Dostojevski, Ivan Toergenjev, Aleksander Herzen, Ivan Gontsjarov,maar ook Lev Tolstoj en Anton Tsjechov.
Als ‘vader’ van het Russisch realisme wordt de criticus Vissarion Belinski (1811-1847) beschouwd. In de ogen van Belinski heeft de literatuur een duidelijke taak. Die taak is niet het bieden van verstrooiing of het bevestigen van de lezer in alles wat hij toch al dacht, maar het beschrijven van het ‘echte’ leven, ‘in al zijn naakte, verschrikkelijke waarheid’. Dat echte leven zag Belinski vooral in het kommervolle bestaan van de laagste klassen. Hij geloofde sterk in de vooruitgang, maatschappelijk, maar ook in de literatuur. In die zin kan Belinski worden beschouwd als een van de Westersen, die in die tijd tegenover de slavofielen stonden. Literatuur moest een zekere sociale boodschap hebben, confronterend zijn. De lezer moet opschrikken uit zijn zelfgenoegzame dommel. 

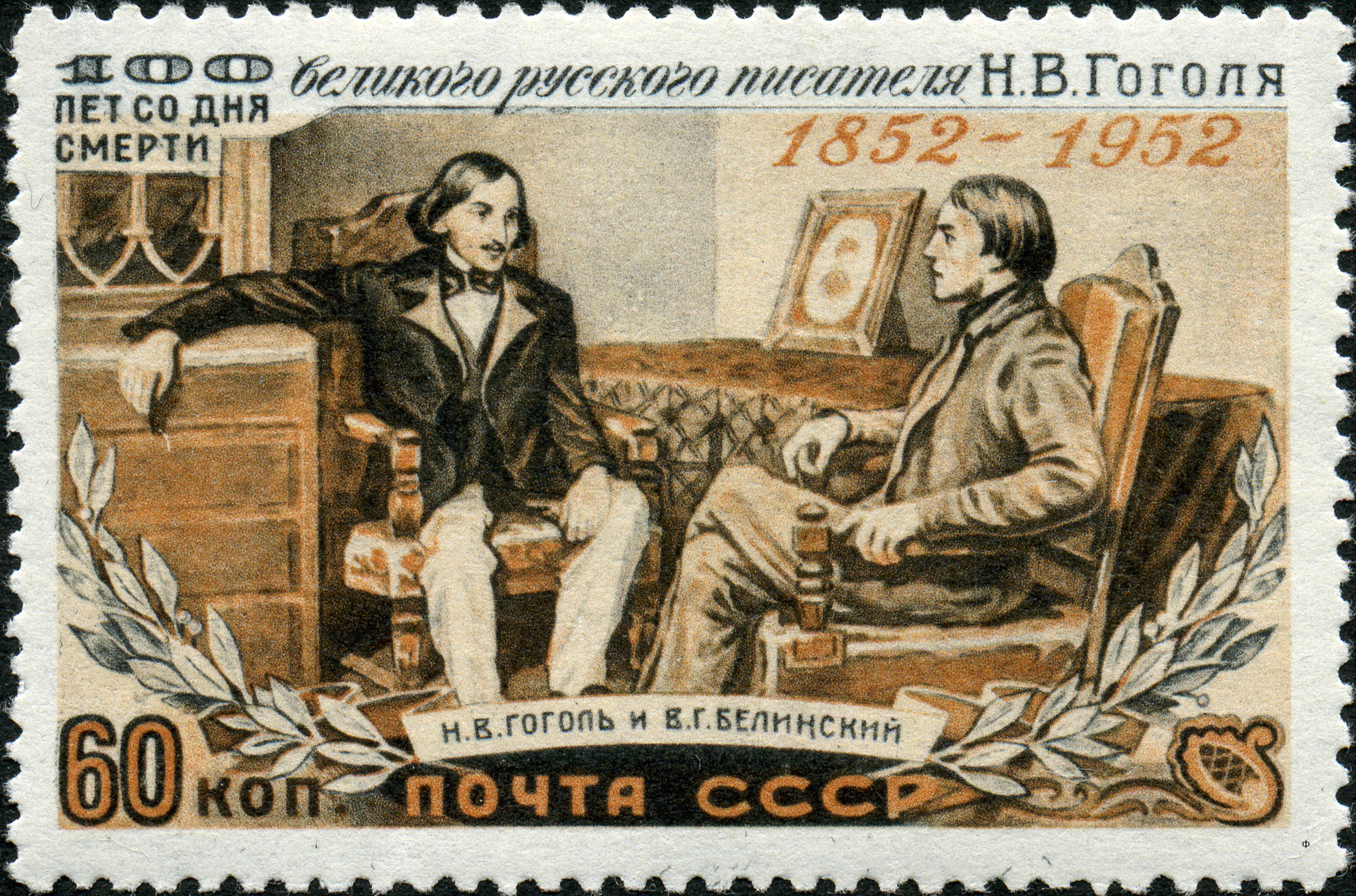
Postzegel Gogol (l) en Belinski

De ideeën van Belinski werden in de praktijk omgezet door vertegenwoordigers van de zogenaamde ‘natuurlijke school’, die eerst een spreekbuis vond in het tijdschrift ‘Vaderlandse annalen’ en later in het eigen tijdschrift ‘sovremennik’. Belangrijke pleitbezorgers van het realisme waren Nikolaj Nekrasov, Nikolaj Ogarov, Nikolaj Dobroljoebov, Dimitri Pisarev, Nikolaj Tsjernysjevski en de al eerder genoemde Ivan Toergenjev en Aleksander Herzen. 
De invloed op de Russische literatuur tussen 1840 en 1890 is overweldigend te noemen, maar blijft ook in de twintigste eeuw voortdurend nog voelbaar, via het theater van Konstantin Stanislavski tot het Socialistisch realisme, tot op de dag van vandaag toe.